# 三鈴晃幹
三鈴 晃幹（みすず こうき、1995年4月17日 - ）は、日本の俳優。香川県出身。

## 略歴
- 17歳の時に俳優を目指し、地元である香川県から上京。
- 2020年6月6日から監督として、MVの制作に携わっており、監督作品には自身が出演している。

## 人物
- 趣味は映画鑑賞、音楽鑑賞。特技はキックボクシング[1]。

## 出演

### 映画
- 叫べ！サマンサ（2020年） - 天津雅樹 役
- 東京の古着屋（2020年11月14日） - 成田 役[2]
- 台風なんだって、明日（2026年公開予定） - 主演・千明雅也 役[3]

### PV
- URBAN GRACE 「タラレバMagic」（2017年）[4]
- そらる 「別の人の彼女になったよ cover」（2019年）[5]
- 照沼サラ 「猫」（2020年）[6]
- 照沼サラ 「煙」（2020年）[7]
- the engy 「Hold us together」（2020年）[8]

### 広告
- ニューバランス公式サイト（2019年）

- 新潟直送計画「夏の枝豆編」（2020年）[9]